# Polnischer Eishockeypokal
Der Polnische Eishockeypokal (polnisch Puchar Polski w hokeju na lodzie) ist der nationale Pokalwettbewerb in Polen im Eishockey.  

## Titelträger
| Saison  | Sieger                     | 2. Platz                 |
| ------- | -------------------------- | ------------------------ |
| 1970    | Naprzód Janów              |                          |
| 1971    | HC GKS Katowice            |                          |
| 2000    | Dwory S.S.A. Unia Oświęcim |                          |
| 2001/02 | GKS Tychy                  | HC GKS Katowice          |
| 2002/03 | Unia Oświęcim              | Stoczniowiec Gdańsk      |
| 2003/04 | Podhale Nowy Targ          | TKH Toruń                |
| 2004/05 | Podhale Nowy Targ          | Unia Oświęcim            |
| 2005/06 | TKH Toruń                  | Podhale Nowy Targ        |
| 2006/07 | GKS Tychy                  | Stoczniowiec Gdańsk      |
| 2007/08 | GKS Tychy                  | Comarch Cracovia         |
| 2008/09 | GKS Tychy                  | Stoczniowiec Gdańsk      |
| 2009/10 | GKS Tychy                  | Akuna Naprzód Janów      |
| 2010/11 | KH Ciarko PBS Bank Sanok   | Aksam Unia Oświęcim      |
| 2011/12 | KH Ciarko PBS Bank Sanok   | Aksam Unia Oświęcim      |
| 2012/13 | JKH GKS Jastrzębie         | KH Ciarko PBS Bank Sanok |
| 2013/14 | Comarch Cracovia           | KH Ciarko PBS Bank Sanok |
| 2014/15 | GKS Tychy                  | KH Ciarko PBS Bank Sanok |
| 2015/16 | Comarch Cracovia           | Podhale Nowy Targ        |
| 2016/17 | GKS Tychy                  | Comarch Cracovia         |
| 2017/18 | GKS Tychy                  | Comarch Cracovia         |
| 2018/19 | JKH GKS Jastrzębie         | Podhale Nowy Targ        |
| 2019/20 | Saison abgebrochen         |                          |
| 2020/21 | JKH GKS Jastrzębie         | Aksam Unia Oświęcim      |
| 2021/22 | Comarch Cracovia           | TKH Toruń                |
| 2022/23 | GKS Tychy                  | JKH GKS Jastrzębie       |
| 2023/24 | GKS Tychy                  | JKH GKS Jastrzębie       |